# Protocol de comunicații
În informatică și telecomunicație, un protocol de comunicații este un set de reguli și norme care permite ca două sau mai multe entități dintr-un sistem de comunicații să comunice între ele prin transmiterea de informație printr-un mediu de orice tip prin variația unei mărimi fizice.
Protocoalele controlează toate aspectele comunicațiilor de date, incluzând:
- Cum e construită fizic rețeaua?
- Cum sunt conectate între ele calculatoarele din rețea?
- Cum sunt formatate datele pentru transmitere?
- Cum sunt trimise datele?
- Ce se întâmplă când apar erori și cum se pot corecta erorile?

Aceste reguli sunt sau au fost create și dezvoltate permanent de diferite organizații și comitete internaționale. Printre acestea figurează Institute of Electrical and Electronic Engineers (IEEE), American National Standards Institute (ANSI), Telecommunications Industry Association (TIA), Electronic Industries Alliance (EIA) și International Telecommunications Union (ITU), cunoscută inițial drept Comité Consultatif International Téléphonique et Télégraphique (CCITT).
Protocoalele de comunicații sunt clasificate după nivelul la care operează, cele mai cunoscute ierarhii de protocoale fiind modelul OSI și modelul TCP/IP. Pentru ca o comunicație să transmită un mesaj, este necesară folosirea de protocoale de la toate nivelele uneia dintre ierarhii.